# مؤسسه میزس
مؤسسه لودویگ فن میزس (LvMI), یا "مؤسسه میزس"،یک سازمان لیبرترین معاف از مالیات واقع در آوبرن، آلاباما است. این سازمان به افتخار لودویگ فن میزس (۱۸۸۱–۱۹۷۳) اقتصاددان مکتب اتریش نامگذاری شده‌است.
مؤسسه لودویگ فن میزس در ۱۹۸۲ توسط لو راکول جونیر., موری راتبارد, برتن بلومرت و در پی جدایی
موری راتبارد از مؤسسه کیتو که یکی از مؤسسین آن بود تأسیس شد.

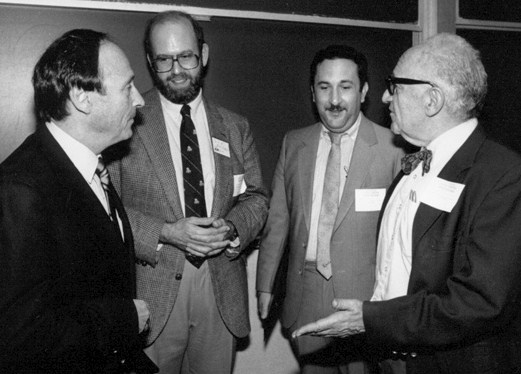
برتن بلومرت, لولین راکول, دیوید گوردون, و موری راتبارد

این مؤسسه سالانه جایزهٔ $۱۰٬۰۰۰ دلاری سکلربام را برای «یک عمر دفاع از آزادی» به دانشوران یا روشنفکران عرصه عمومی اهدا می‌کند.
نمایندهٔ کنگرهٔ آمریکا ران پال و اقتصاددانانی چون والتر بلاک و هانس هرمان هپه از برندگان این جایزه بوده‌اند.